# Adrien Pichard
Adrien Pichard (* 30. Juni 1790 in Lausanne; † 25. Juli 1841 ebenda, heimatberechtigt in Yverdon-les-Bains, ab 1817 französischer Staatsbürger) war ein Schweizer Architekt.

## Leben
Pichard besuchte ab 1807 die École polytechnique in Paris und wurde anschliessend an der École nationale des ponts et chaussées zum Ingenieur ausgebildet. Er arbeitete ab 1811 in Belgien und Frankreich, dessen Staatsbürgerschaft er 1817 erwarb. Im folgenden Jahr wurde er als Kantonsingenieur nach Lausanne gerufen und war somit dem Staatsrat des Kantons Waadt unterstellt. Er begann das Amt für Brücken- und Strassenbau aufzugleisen und war beim Aufbau der entsprechenden Gesetze dabei. Nebst sämtlichen öffentlichen Bauten war er auch für den Strassen- und Brückenbau verantwortlich, welcher in der ersten Hälfte des 19. Jahrhunderts einen grossen Aufschwung erhielt. Unter anderem leitete Pichard den Strassenbau Nyon-Saint-Cergue-Les Rousses von 1824 bis 1830, Yverdon-Sainte-Croix-Pontarlier von 1832 bis 1849, Lausanne-Oron-la-Ville von 1833 bis 1846, Aigle-Les Ormonts-Le Sépey von 1834 bis 1839, sowie Vevey-Châtel-Saint-Denis von 1835 bis 1841.
Zu seinen architektonischen Hauptwerken gehören die zwischen 1819 und 1826 erbaute Strafanstalt Béthusy in Lausanne, sowie eine Ceinture Pichard (Pichard-Gürtel) genannte Umfahrungsstrasse ebenfalls in Lausanne, welche die bereits 1836 stark beanspruchte Innenstadt entlastete und alle wichtigen Verkehrswege zusammenführte. Die vorhandenen Höhendifferenzen wurden mit Kunstbauten überwunden, wie der 1845 postum vollendeten Grossen Brücke und dem Tunnel de la Barre, bei welchem der Baubeginn erst nach Pichards Tod war (1851–1855).
Der Philosophieinteressierte verfasste im Jahr 1834 das zweibändige Werk Ebauche d’un essai sur les notions radicales, welches über die Abhandlung seines Ursprungs der Ideen berichtet. Im Jahr 1834 wurde er zum Ehren-Chefingenieur der École des Ponts et Chaussées de France ernannt und war von 1835 bis 1837 Präsident der Waadtländer Gemeinnützigen Gesellschaft.

## Belege
1. ↑  Joëlle Neuenschwander Feihl, Gilles Barbey, Georg Germann: Lausanne. In: Gesellschaft für Schweizerische Kunstgeschichte (Hrsg.): INSA Inventar der neueren Schweizer Architektur 1850–1920. Band 5. Orell Füssli, Zürich 1990, ISBN 3-280-01982-6, S. 316, Sp. 3, doi:10.5169/seals-6589 (französisch, e-periodica.ch).
2. ↑  Philippe Gasser: Adrien Pichard, ingénieur et premier urbaniste de Lausanne. In: Ingénieurs et architectes suisses. Band 114, Nr. 20, 1988, S. 307–314, doi:10.5169/seals-76837.

| Personendaten    | Personendaten                |
| ---------------- | ---------------------------- |
| NAME             | Pichard, Adrien              |
| ALTERNATIVNAMEN  | Pichard, Gabriel-Marc-Adrien |
| KURZBESCHREIBUNG | Schweizer Architekt          |
| GEBURTSDATUM     | 30. Juni 1790                |
| GEBURTSORT       | Lausanne                     |
| STERBEDATUM      | 25. Juli 1841                |
| STERBEORT        | Lausanne                     |